# Révész Emese
Révész Emese (Munkács, 1967. augusztus 9. –) magyar művészettörténész.
1998-ban végzett az ELTE Művészettörténet Tanszékén. 2008-ban szerezte meg PhD fokozatát. Tanított a Pázmány Péter Katolikus Egyetem Művészettörténet Tanszékén, 2008 és 2023 között a Magyar Képzőművészeti Egyetem Művészettörténet Tanszékének docense volt. Jelenleg az Eötvös Loránd Tudományegyetem Bölcsészettudományi Kara Művészettörténeti Intézetén belül működő Modern és Jelenkori Művészeti tanszékvezető docense. 

## Kutatásai
Az elmúlt évek során több különféle területen folytatott kutatásokat. Főbb kutatási területe a 19-20. századi grafikatörténet, így foglalkoztatja a korszak populáris grafikája, folyóirat- és könyvillusztrációja, a historizmus művészete, történeti és zsánerfestészete, a képi kultuszépítés mechanizmusa, de emellett érdekli a művészeti nevelés története és olykor a kortárs művészet területére is kirándul. Monografikusan foglalkozott az alábbi művészekkel: Csók István, Frank Frigyes, Jaschik Álmos, Rippl-Rónai József, Székely Árpád. Kortársak köréből többek között: Konkoly Gyula, Kósa János, Kőnig Frigyes, Paizs László, Radák Eszter, Gross Arnold, Gyulai Líviusz, Kovács Tamás. Speciális kutatási területe a könyvillusztráció története és a kortárs gyermekkönyv-illusztráció. Herbszt László mellett a Budapesti Illusztrációs Fesztivál alapító-szervezője. 
Művészettörténeti kutatásai mellett gyerekkönyvek szerzője is (Simi és a rendetlen betűk; ill. Metzing Eszter; Pagony, Bp., 2019; Hol készül a művészet, ill.: Grela Alexandra, Csimota, 2022; Már nem is fáj. Ill.: Turi Lilla. Csimota, 2024; Amíg én az oviban. Ill.: Sipos Eszter, Pagony, 2024.) 
A teljes irodalomjegyzék és a megjelent tanulmányok részletei az alábbi honlapon találhatóak: Révész Emese művészettörténész

## Fontosabb művei
- Wehner Tibor–Révész Emese: Paizs László; Körmendi Galéria, Bp., 2000 (Körmendi Galéria Budapest sorozat)
- Egy elfeledett életmű. Székely Árpád, 1861–1914; Székely Bertalan Műteremház, Szada, 2003 (Székely Bertalan Műteremház füzetek)
- Frank Frigyes (1890–1976). Egy magyar expresszionista; angolra ford. Varsányi Anna; Művészetért, Oktatásért Alapítvány, Szeged, 2003
- Színek szerelmese. Frank Frigyes (1890–1976) emlékkiállítása. Zalaegerszeg, Gönczi Galéria, 2005. május 13–június 30.; szerk. Révész Emese; Gönczi Ferenc ÁMK és KEKI, Zalaegerszeg, 2005
- A magyar historizmus; Corvina, Bp., 2005 (Stílusok – korszakok)
- Radák Eszter. Székesfehérvár, a Szent István Király Múzeum, 2005. április 23–június 11. King St. Stephen Museum, 23st April–11st June, 2005; szerk. Szűcs Erzsébet, tan. Révész Emese; Szent István Király Múzeum, Székesfehérvár, 2005 (A Szent István Király Múzeum közleményei)
- Csók; bev., képvál. Révész Emese; Corvina, Bp., 2006
- Szin György (1906–1944) festőművész emlékkiállítása. Haas Galéria, Budapest, 2010. október 14-től november 27-ig; vál., rend., szerk. Haas János, Révész Emese, Zsákovics Ferenc; Haas Galéria, Bp., 2010 (Merítés a KUT-ból)
- Csók István; Kossuth–MNG, Bp., 2010 (Metropol könyvtár)
- Az ország tükre. A képes sajtó Magyarországon, 1780–1880; szerk. Révész Emese; Budapesti Történeti Múzeum–Országos Széchényi Könyvtár, Bp., 2012
- Fényes Adolf; Kossuth–MNG, Bp., 2014 (A magyar festészet mesterei)
- Kép, sajtó, történelem. Illusztrált sajtó Magyarországon 1850–1870 között; Argumentum–OSZK, Bp., 2015 (Res libraria)
- Gyerek kor/kép. Gyermek a magyar képzőművészetben; szerk. Révész Emese, Molnárné Aczél Eszter; Budapesti Történeti Múzeum, Bp., 2016
- A művészet kertje. Gross Arnold (1929–2015) művészete; Gross Arnold Kft., Bp., 2019
- Firkaforradalom. Válogatott írások a grafikáról; Új Művészet, Bp., 2019
- Magyar Képzőművészeti Egyetem; szöveg Révész Emese, szerk. Kozma Éva, Szabó Ádám; MKE, Bp., 2019 (angolul is)
- Mentés másként. Könyvillusztráció tegnapról mára; Balatonfüred Városért Közalapítvány, Balatonfüred, 2020 (Tempevölgy könyvek)
- Mese, mítosz, história. Archaizálás és mágikus realizmus az 1960-70-es évek magyar művészetében. Kiállítási katalógus. Tempevölgy, Balatonfüred, 2021.

1. ↑  https://adt.arcanum.com/hu/view/MuzeumCafe_17_2023/?query=%22Rum+Attila%22+&pg=923&layout=s. (Hozzáférés: 2025. április 28.)